# Marco Chiesa
Marco Chiesa (Lugano, 10 de octubre de 1974) es un político suizo que presidió el Partido Popular Suizo (SVP/UDC) desde 2020 hasta 2024. Se desempeñó como miembro del Gran Consejo de Tesino de 2007 a 2015 y del Consejo Nacional de 2015 a 2019. Chiesa ha sido miembro del Consejo de los Estados desde 2019.

## Biografía
Chiesa nació en Lugano en 1974. Su padre era un trabajador de mantenimiento de calles y creció en la sección Molino Nuovo de la ciudad. Se graduó de la Universidad de Friburgo con un título en administración de empresas.
Después de la universidad, trabajó como asesor fiscal y experto bancario. Sin embargo, su carrera cambió cuando se convirtió en el gerente de una residencia de ancianos en el cantón de habla italiana de Grisones. Entró en la política como miembro del consejo municipal de Villa Luganese. En 2007, fue elegido para el Gran Consejo del Tesino. Ganó un escaño en el Consejo Nacional en 2015 y cumplió un mandato. En 2019, terminó segundo en la primera ronda de votación para el Consejo de los Estados detrás del titular Filippo Lombardi. Sin candidatos con la mayoría absoluta en la primera ronda, las elecciones fueron a una segunda ronda donde Chiesa y Marina Carobbio Guscetti sorprendieron con una victoria sobre Lombardi y Giovanni Merlini.  Chiesa se convirtió en el primer miembro del SVP en representar a Tesino en el Consejo de los Estados y, con la derrota de Merlini, fue la primera vez en más de un siglo que el Partido Liberal Radical Suizo no eligió a uno de sus miembros en el cantón.
Chiesa fue elegido para la vicepresidencia de su partido en 2018. En 2019, fue mencionado como un posible sucesor del presidente saliente Albert Rösti; sin embargo, inicialmente rechazó las propuestas, ya que su gestión de la residencia de ancianos no le permitía asumir otro puesto. Más tarde renunció a su trabajo, lo que abrió la posibilidad de su nominación. En julio de 2020, un comité de selección nombró a Chiesa como su candidato preferido para el puesto. Andreas Glarner se retiró a favor de Chiesa. Antes de las elecciones, Alfred Heer también se retiró. Chiesa fue elegido formalmente como presidente del partido el 22 de agosto de 2020.
En diciembre de 2023, Chiesa anunció su decisión de no buscar un nuevo mandato como presidente de su partido. Fue sucedido en el cargo a partir de marzo de 2024 por Marcel Dettling.

## Posiciones políticas
Chiesa ha sido descrito como muy cercano al expresidente del SVP Christoph Blocher. Ha apoyado los cambios en los tratados bilaterales de Suiza con la Unión Europea con respecto a la inmigración. Ha criticado a la inmigración descontrolada por ser responsable de los atascos de tráfico, los mayores costos de vivienda y la competencia desleal para los trabajadores.

## Vida personal
Chiesa habla italiano y francés con fluidez y sabe hablar bien alemán.